# Rhizotrogus stigmaticollis
Rhizotrogus stigmaticollis är en skalbaggsart som beskrevs av Leon Fairmaire 1870. Rhizotrogus stigmaticollis ingår i släktet Rhizotrogus och familjen Melolonthidae. Inga underarter finns listade i Catalogue of Life.